# Demeijerea abruptus
Demeijerea abruptus är en tvåvingeart som först beskrevs av Henry Keith Townes, Jr. 1945.  Demeijerea abruptus ingår i släktet Demeijerea och familjen fjädermyggor. Inga underarter finns listade i Catalogue of Life.